# Montanha (Cap Verd)
Montanha és una vila al centre de l'illa de Santiago a l'arxipèlag de Cap Verd. Està situada a 8 kilòmetres al sud-est de Pedra Badejo.

## Arbres de caoba
Hi ha dos arbres de caoba africans vora de la vila de Banana (part de l'assentament de Montanha), a la part inferior de la vall de Ribeira Montanha, 400 m sobre l nivell del mar. Els arbres són identificats com a Important Bird Area (IBA) per BirdLife International perquè hi alberga una colònia d'agrons rojos o agrons de Cap Verd.